# Thoriosa
Thoriosa is een geslacht van spinnen uit de  familie van de Ctenidae (kamspinnen).

## Soorten
- Thoriosa fulvastra Simon, 1910
- Thoriosa spadicea (Simon, 1910)
- Thoriosa spinivulva (Simon, 1910)
- Thoriosa taurina (Simon, 1910)